# Delitto a Roches Noires
Delitto a Roches Noires (Roches Noires) è un film per la televisione del 2018 diretto da Laurent Dussaux.

## Trama
Vent'anni dopo la sua scomparsa il corpo del piccolo Julien viene ritrovato conservato dal ghiaccio in una valle innevata. All'epoca dei fatti si pensava che fosse stato vittima di un pedofilo processato e poi condannato.